# العرش الحديدي
العرش الحديدي (بالإنجليزية: Iron Throne)‏ هو رمز أو كناية يشار بها إلى النظام الملكي الخيالي في ويستروس وهو العرش المادي للملك في سلسلة روايات أغنية الجليد والنار التي كتبها جورج ر. ر. مارتن ومسلسل صراع العروش الذي حقق نجاحا باهرا إثر عرضه على قنوات HBO التلفزيونية. هذا النجاح الساحق جعل من العرش الحديدي أيقونة ثقافية وبالتالي استغلته القناة كعلامة تجارية إعلامية في وسائل الإعلام بأكملها. وقال مارتن نفسه في عام 2013، «قل» لعبة عروش «، والناس يعتقدون من الحديد العرش HBO».
دعا مارتن رسم العرش الحديدي وتصويره في كتابه عام 2014 بأنه «متقن تماما»  وقد قال بأنه لاحظ مرارا وتكرارا أن أيا من تصوير وسائل الاعلام السابقة للعرش الحديدي - بما في ذلك الكتب، الألعاب والمسلسلات التلفزيونية - لا تشبه إلى حد كبير ما كان في خياله عند كتابة رواياته.